# Ольгинка (Аршалинський район)
О́льгинка (каз. Ольгинка) — село у складі Аршалинського району Акмолинської області Казахстану. Входить до складу Михайловського сільського округу.
Населення — 253 особи (2021; 301 у 2009, 396 у 1999, 448 у 1989).
Національний склад станом на 1989 рік:
- росіяни — 79 %.